# Sebastian Kienle
Sebastian Kienle (* 6. Juli 1984 in Mühlacker) ist ein ehemaliger deutscher Triathlet und Sieger des Ironman Hawaii 2014. Er wird in der Bestenliste deutscher Triathleten auf der Ironman-Distanz geführt.

## Werdegang
Bereits mit zwölf Jahren startete Sebastian Kienle seine Triathlon-Karriere beim TV Bretten. Während seines Physik-Studiums in Karlsruhe betrieb Kienle den Triathlon-Sport semi-professionell im Tri Team Heuchelberg. Nach dem Vordiplom brach er das Studium ab. Seither studiert er an der Hochschule Ansbach Internationales Management, ein mit Unterstützung des DOSB speziell für Spitzensportler ausgerichteter Studiengang mit einer Mischung aus Präsenzphasen und Fernstudium.

### Deutscher Meister Crosstriathlon 2005
Im September 2005 wurde er bei der X-Terra Germany Deutscher Meister im Cross-Triathlon und er konnte sich diesen Titel im Folgejahr und 2010 zum dritten Mal sichern.
Im Jahr 2009 war Kienle beim Ironman 70.3 Germany 2009 in Wiesbaden der Schnellste. Er benötigte für die halbe Ironman-Distanz (1,9 km Schwimmen, 90 km Radfahren und 21,1 km Laufen) 4:04:35 Stunden und stellte damit einen neuen Streckenrekord auf.
2010 trat Kienle erstmals auf der Langdistanz (3,86 km Schwimmen, 180,2 km Radfahren und 42,195 km Laufen) an. Er wurde Zweiter bei der Challenge Roth und erreichte mit 7:59:06 Stunden die schnellste Langdistanzpremiere aller Zeiten. Dabei stellte er mit seiner Zeit von 4:14:07 Stunden einen neuen Langdistanzweltrekord im Radfahren auf, womit er den elf Jahre alten Rekord von Jürgen Zäck um elf Sekunden unterbot.
Nach einem, wegen drei Radstürzen, abgebrochenen Rennen in Wiesbaden verzichtete Kienle auf einen Start bei der Ironman-70.3-WM 2011 in Las Vegas.

### Sieger Ironman 70.3 World Championship 2012
Im Juli 2012 wurde er in Frankfurt Zweiter bei der Ironman European Championship und im September gewann er die Ironman 70.3 World Championship. Im Oktober erreichte Kienle bei seinem ersten Start beim Ironman Hawaii den vierten Platz, nachdem ihn beim Radfahren, in Führung liegend, technische Probleme zurückgeworfen hatten. Die Saison 2012 brachte Kienle auch international verstärkt Anerkennung, insbesondere nach seinem Triumph bei der Ironman 70.3 World Championship.
Im September 2013 konnte er seinen Titel verteidigen und gewann in Las Vegas erneut die Ironman 70.3 World Championship auf der Mitteldistanz. Beim Ironman auf Hawaii erreichte er das Podium und belegte als bester Deutscher den dritten Platz.

### Sieger Ironman Hawaii 2014
Im Juni 2014 wurde er im Kraichgau Deutscher Meister auf der Mitteldistanz. Am 6. Juli 2014, seinem 30. Geburtstag, holte er sich beim Ironman Germany den Sieg und gewann damit die Ironman European Championship.
Am 11. Oktober 2014 triumphierte er beim Ironman Hawaii und gewann so die Ironman World Championship. Im Jahr 2014 gewann Kienle bei Ironman-Wettbewerben 145.000 US-Dollar an Preisgeldern, womit er diesbezüglich der bestverdienende Athlet war.
In der Saison 2015 startete er für das neu gegründete Bahrain Elite Endurance Triathlon Team, welches vom Australier Chris McCormack geleitet wird. Am 5. Juli wurde er in Frankfurt Zweiter bei der Ironman European Championship. Im August wurde er im österreichischen Bundesland Salzburg auf der Mitteldistanz Zweiter bei der Ironman 70.3 World Championship im Rahmen des Ironman 70.3 Zell am See-Kaprun.

### Zweiter Ironman Hawaii 2016
Im September 2016 wurde er in Australien wieder Zweiter bei der Ironman 70.3 World Championship. In der Kombinationswertung „Kona-Maui Double Winner“ (Xterra und Ironman) wurde er im Oktober Zweiter.
Im Juli 2017 konnte er in Frankfurt am Main zum dritten Mal die Ironman European Championships mit 7:41:42 h und damit neuer persönlicher Bestzeit für sich entscheiden. Beim Ironman Hawaii belegte er im Oktober 2017 den vierten Rang. Er wurde wenige Kilometer vor dem Ziel noch vom Briten David McNamee überholt und aus den Medaillenrängen verdrängt. Sebastian Kienle wurde von 2006 bis 2018 dreizehn Jahre lang von Luboš Bílek trainiert.
Kienles neuer Trainer seit Ende 2018 war Philipp Seipp, der z. B. auch Laura Philipp trainiert.
Im Mai 2019 wurde der damals 34-Jährige mit seinem Sieg bei der Challenge Heilbronn zum dritten Mal Deutscher Meister auf der Triathlon-Mitteldistanz und gewann im Juni die Challenge World Championships in Šamorín. Im Oktober wurde er nach 2013 zum zweiten Mal Dritter beim Ironman Hawaii.
Im November 2021 kündigte Kienle an, Ende 2023 seine professionelle Karriere als Triathlet zu beenden. 2022 erreichte er den 14. Platz bei den Ironman World Championships in Utah (USA). Bei seinem letzten Start im Oktober 2022 beim Ironman Hawaii belegte Kienle mit persönlicher Bestzeit und erstmalig unter acht Stunden auf Hawaii den sechsten Platz.
Für 2023 hatte er die Absicht, bei Rennen anzutreten, die er bisher noch nicht habe bestreiten können. Am 10. Juni gewann er den Halbdistanz-Triathlon in Zarautz in Spanien mit einer Zeit von 3:49:40 h.
Im November belegte der 39-Jährige bei seinem als letztes Rennen titulierten Start im Ironman Mexico den vierten Rang.

### Privates
Sebastian Kienle ist verheiratet und lebt heute mit seiner Ehefrau, der Läuferin und Duathletin (Deutsche Duathlon-Meisterin 2012), Christine Schleifer in Mühlacker. Sie haben einen Sohn Nino Ka`imi Kienle (* 2021).
Seit 2025 ist Sebastian Kienle für den Sportnahrungshersteller MNSTRY tätig.

## Auszeichnungen
- Bei der Wahl zum Sportler des Jahres 2014 durch die Sportjournalisten im VDS wurde Kienle Fünfter.
- Bei der Publikumswahl von Sport1 zum „Sportler des Jahres 2014“ belegte Kienle hinter Dirk Nowitzki und Manuel Neuer den dritten Platz.[23]

## Sportliche Erfolge
| Datum/Jahr    | Platz | Wettbewerb                                         | Austragungsort    | Zeit        | Bemerkung |
| ------------- | ----- | -------------------------------------------------- | ----------------- | ----------- | --- |
| 21. Mai 2023  | DNF   | Challenge St. Pölten                               | St. Pölten        | –           | [ 24 ] |
| 7. Mai 2023   | 3     | Siegerland-Cup (Triathlon)                         | Buschhütten       | 01:40:01    | |
| 18. Feb. 2023 | 3     | Challenge Wanaka                                   | Wanaka            | 04:02:57    | |
| 2022          | 4     | HeidelbergMan                                      | Heidelberg        |             | |
| 28. Aug. 2021 | 2     | PTO Collins Cup                                    | Šamorín           | 03:20:23    | im Team Europe gesamt 9. Zeit aller Teilnehmer                                                                              |
| 10. Mai 2021  | 3     | Challenge Riccione                                 | Riccione          |             | |
| 5. Sep. 2020  | 2     | Ironman 70.3 Tallinn                               | Tallinn           | 03:41:54    | |
| 8. Sep. 2019  | 5     | Ironman 70.3 World Championships                   | Nizza             | 04:00:18    | [ 26 ] |
| 2. Juni 2019  | 1     | Challenge – The Championship                       | Šamorín           | 03:38:50    | Challenge World Championships                                                                                               |
| 19. Mai 2019  | 1     | DTU Deutsche Meisterschaft Triathlon Mitteldistanz | Heilbronn         | 03:45:41    | Sieger auf der Mitteldistanz bei der Challenge Heilbronn                                                                    |
| 2. Sep. 2018  | 1     | Challenge Walchsee-Kaiserwinkl                     | Walchsee          | 03:48:39    | |
| 12. Aug. 2018 | 1     | Challenge Turku                                    | Turku             | 03:38:09    | |
| 17. Juni 2018 | 1     | Challenge Heilbronn                                | Heilbronn         | 03:49:59    | Sieger auf der Mitteldistanz                                                                                                |
| 3. Juni 2018  | 2     | Challenge – The Championship                       | Šamorín           | 03:44:32    | Challenge World Championships; hinter Lionel Sanders                                                                        |
| 5. Mai 2018   | 2     | Ironman 70.3 St. George                            | St. George        | 03:42:38    | US-Championships |
| 19. Nov. 2017 | 7     | Island House Invitational Triathlon                | Nassau            |             | zweitägiger Wettkampf |
| 11. Juni 2017 | 1     | Ironman 70.3 Kraichgau                             | Kraichgau         | 03:56:00    | vierter Sieg im Kraichgau                                                                                                   |
| 3. Juni 2017  | 2     | Challenge – The Championship                       | Šamorín           | 03:41:46    | Challenge World Championship – Zweiter hinter dem Kanadier Lionel Sanders                                                   |
| 6. Mai 2017   | 3     | Ironman 70.3 St. George                            | St. George        | 03:46:20    | US-Championships |
| 16. Apr. 2017 | 1     | Cannes International Triathlon                     | Cannes            | 03:53:33    | [ 30 ] |
| 20. Okt. 2016 | 9     | Island House Invitational Triathlon                | Nassau            | 03:39:46    | dreitägiger Wettkampf |
| 4. Sep. 2016  | 2     | Ironman 70.3 World Championships                   | Mooloolaba        | 03:44:16    | im Zielsprint vom Australier Tim Reed um 2 Sekunden geschlagen                                                              |
| 24. Juli 2016 | 2     | Red Bull Tri Islands                               | Amrum, Föhr, Sylt | 02:47:09    | Zweiter hinter Jonas Schomburg                                                                                              |
| 5. Juni 2016  | 2     | Ironman 70.3 Kraichgau                             | Kraichgau         | 03:51:24    | Zweiter hinter Boris Stein                                                                                                  |
| 22. Mai 2016  | 1     | Ironman 70.3 Chattanooga                           | Chattanooga       | 03:46:48    | |
| 7. Mai 2016   | 2     | Ironman 70.3 St. George                            | St. George        | 03:51:10    | |
| 30. Aug. 2015 | 2     | Ironman 70.3 World Championships                   | Zell am See       | 03:52:48    | |
| 16. Aug. 2015 | 1     | Allgäu Triathlon                                   | Immenstadt        | 02:06:55    | Sieger auf der olympischen Distanz                                                                                          |
| 21. Juni 2015 | 4     | Challenge Heilbronn                                | Heilbronn         | 04:01:19    | auf der Mitteldistanz bei der Erstaustragung                                                                                |
| 7. Juni 2015  | 1     | Ironman 70.3 Kraichgau                             | Kraichgau         | 03:51:56    | |
| 7. Juni 2015  | 1     | DTU Deutsche Meisterschaft Triathlon Mitteldistanz | Kraichgau         | 03:51:56    | Sieger beim Ironman 70.3 Kraichgau und Deutscher Meister auf der Mitteldistanz                                              |
| 17. Mai 2015  | 1     | Heidesee-Triathlon                                 | Forst             | 01:20:36,34 | verkürzte olympische Distanz (1 km Schwimmen, 32 km Radfahren und 7,5 km Laufen)                                            |
| 19. Apr. 2015 | 3     | Cannes International Triathlon                     | Cannes            | 03:51:15    | auf der Mitteldistanz (2 km Schwimmen, 80 km Radfahren und 16 km Laufen)                                                    |
| 21. März 2015 | 1     | Lighthouse Triathlon                               | Fuerteventura     |             | 1,5 km Schwimmen, 37,5 km Radfahren und 13 km Laufen                                                                        |
| 7. Sep. 2014  | 18    | Ironman 70.3 World Championships                   | Mont-Tremblant    | 03:53:59    | Ironman 70.3 World Championship                                                                                             |
| 22. Juni 2014 | 2     | Citytriathlon Heilbronn                            | Heilbronn         | 02:58:39    | |
| 15. Juni 2014 | 1     | DTU Deutsche Meisterschaft Triathlon Mitteldistanz | Kraichgau         | 03:53:37    | Sieger beim Challenge Kraichgau und Deutscher Meister auf der Mitteldistanz                                                 |
| 3. Mai 2014   | 10    | Ironman 70.3 St. George                            | St. George        | 03:49:38    | US-Championships |
| 29. März 2014 | 3     | Ironman 70.3 California                            | Oceanside         | 03:53:21    | |
| 8. Sep. 2013  | 1     | Ironman 70.3 World Championships                   | Las Vegas         | 03:54:02    | Sieger Ironman 70.3 World Championship mit neuem Streckenrekord                                                             |
| 11. Aug. 2013 | 6     | Ironman 70.3 Germany                               | Wiesbaden         | 04:02:59    | Ironman 70.3 European Championship über die halbe Ironman-Distanz                                                           |
| 4. Aug. 2013  | 1     | Frankfurt-City-Triathlon                           | Frankfurt am Main |             | |
| 9. Sep. 2012  | 1     | Ironman 70.3 World Championships                   | Las Vegas         | 03:54:35    | Sieger Ironman 70.3 World Championship                                                                                      |
| 24. Juni 2012 | 1     | CityTriathlon Heilbronn                            | Heilbronn         | 02:48:25    | [ 35 ] |
| 10. Juni 2012 | 3     | Challenge Kraichgau                                | Kraichgau         | 03:51:11    | Dritter bei der Europameisterschaft auf der Mitteldistanz                                                                   |
| 6. Mai 2012   | 1     | Siegerland-Cup                                     | Buschhütten       | 01:39:11    | |
| 1. Apr. 2012  | 2     | Ironman 70.3 Texas                                 | Galveston Island  | 03:48:03    | |
| 30. Okt. 2011 | 1     | Ironman 70.3 Miami                                 | Miami             | 03:47:01    | Sieg vor Michael Raelert und Matthew Reed                                                                                   |
| 9. Okt. 2011  | 1     | Ocean Lava Lanzarote Triathlon                     | Lanzarote         | 04:14:40    | Sieger auf der Mitteldistanz                                                                                                |
| 19. Juni 2011 | 1     | Stauseetriathlon Schömberg                         | Schömberg         | 01:30:59    | Sieg bei der 3. Veranstaltung der Baden-Württembergischen Triathlonliga (1 km Schwimmen, 30 km Radfahren und 7,3 km Laufen) |
| 5. Juni 2011  | 2     | Challenge Kraichgau                                | Kraichgau         | 03:52:49    | Zweiter auf der Mitteldistanz hinter dem Sieger Andreas Raelert und vor dem Dritten François Chabaud                        |
| 29. Mai 2011  | 2     | CityTriathlon Heilbronn                            | Heilbronn         | 02:58:48    | Zweiter hinter Andreas Böcherer auf der Mitteldistanz                                                                       |
| 8. Mai 2011   | 1     | Siegerland-Cup                                     | Buschhütten       | 01:46:08    | vierter Sieg in Folge in Kreuztal-Buschhütten                                                                               |
| 17. Apr. 2011 | 1     | Ironman 70.3 New Orleans                           | New Orleans       | 03:18:08    | Witterungsbedingt musste das Rennen auf verkürztem Kurs – ohne die Schwimmdistanz – ausgetragen werden.                     |
| 10. Apr. 2011 | 7     | Ironman 70.3 Texas                                 | Galveston Island  | 03:52:03    | |
| 15. Aug. 2010 | 2     | Ironman 70.3 Germany                               | Wiesbaden         | 04:05:55    | [ 39 ] |
| 13. Juni 2010 | 1     | CityTriathlon Heilbronn                            | Heilbronn         | 02:57:24    | 2 km Schwimmen, 70 km Radfahren und 15 km Laufen                                                                            |
| 9. Mai 2010   | 1     | Siegerland-Cup                                     | Buschhütten       | 01:40:15    | Sieg vor Andreas Böcherer (1 km Schwimmen, 41,7 km Radfahren, 10 km Laufen)                                                 |
| 23. Aug. 2009 | 1     | BASF Triathlon-Cup Rhein-Neckar                    | Viernheim         | 02:18:32,3  | Sieg über die olympische Distanz                                                                                            |
| 16. Aug. 2009 | 1     | Ironman 70.3 Germany                               | Wiesbaden         | 04:04:35    | Sieger mit neuem Streckenrekord                                                                                             |
| 3. Aug. 2009  | 1     | HeidelbergMan                                      | Heidelberg        | 02:02:53    | Sieg auf der Kurzdistanz (1,7 km Schwimmen, 36 km Radfahren und 10 km Laufen) bei der 17. Austragung                        |
| 14. Juni 2009 | 1     | Challenge Kraichgau                                | Kraichgau         | 04:32:58    | Sieg über die Mitteldistanz im Kraichgau                                                                                    |
| 10. Mai 2009  | 1     | Siegerland-Cup                                     | Buschhütten       | 01:40:01    | |
| 1. Juni 2008  | 3     | Ironman 70.3 Switzerland                           | Rapperswil        | 03:55:42    | |
| 2008          | 1     | BASF Triathlon-Cup Rhein-Neckar                    | Viernheim         |             | |
| 2008          | 3     | Ironman 70.3 Monaco                                | Monaco            | 04:14:48    | |
| 2008          | 11    | Ironman 70.3 World Championships                   | Clearwater        | 03:47:54    | Ironman 70.3 World Championship auf der Mitteldistanz                                                                       |
| 4. Mai 2008   | 1     | Siegerland-Cup                                     | Buschhütten       | 01:42:35    | |
| 5. Aug. 2007  | 2     | HeidelbergMan                                      | Heidelberg        |             | |
| 2007          | 1     | BASF Triathlon-Cup Rhein-Neckar                    | Viernheim         |             | |
| 2006          | 1     | BASF Triathlon-Cup Rhein-Neckar                    | Viernheim         |             | |
| 2006          | 1     | DTU Deutsche Meisterschaft Triathlon U23           | Deutschland       |             | Deutscher Triathlon-Meister U23 (Kurzdistanz)                                                                               |

| Datum/Jahr    | Platz | Wettbewerb                | Austragungsort    | Zeit     | Bemerkung |
| ------------- | ----- | ------------------------- | ----------------- | -------- | --- |
| 19. Nov. 2023 | 4     | Ironman Mexico            | Cozumel           | 06:54:41 | das Schwimmen wurde abgesagt |
| 5. Aug. 2023  | 2     | Norseman Xtreme Triathlon | Eidfjord          | 09:34:16 | |
| 25. Juni 2023 | 14    | Challenge Roth            | Roth              | 08:03:49 | „Abschiedsrennen“ |
| 4. März 2023  | 4     | Ironman New Zealand       | Taupō             | 08:14:04 | |
| 25. Nov. 2022 | 12    | Ironman Israel            | Tiberias          | 08:08:11 | bei der Erstaustragung |
| 9. Okt. 2022  | 6     | Ironman Hawaii            | Hawaii            | 07:55:40 | Persönliche Bestzeit auf Hawaii |
| 7. Mai 2022   | 14    | Ironman St. George        | St. George        | 08:14:34 | Ironman World Championships 2021 |
| 21. Nov. 2021 | 2     | Ironman South Africa      | Port Elizabeth    | 07:32:32 | verkürzte Schwimmdistanz |
| 5. Sep. 2021  | DNF   | Challenge Roth            | Roth              | –        | Aufgabe aufgrund Rückstands auf der Radstrecke und einer Verletzung |
| 12. Okt. 2019 | 3     | Ironman Hawaii            | Hawaii            | 08:02:04 | achter Start auf Hawaii |
| 30. Juni 2019 | 2     | Ironman Germany           | Frankfurt am Main | 08:00:01 | Zweiter bei der Ironman European Championship |
| 13. Okt. 2018 | DNF   | Ironman Hawaii            | Hawaii            | –        | Aufgabe zu Beginn der Laufstrecke aufgrund von Schmerzen an der Achillessehne |
| 1. Juli 2018  | 1     | Challenge Roth            | Roth              | 07:46:23 | |
| 26. Nov. 2017 | 1     | Ironman Mexico            | Cozumel           | 07:48:11 | schnellste Radzeit mit 4:11:01 h |
| 14. Okt. 2017 | 4     | Ironman Hawaii            | Hawaii            | 08:09:59 | sechster Start auf Hawaii |
| 9. Juli 2017  | 1     | Ironman Germany           | Frankfurt am Main | 07:41:42 | Sieger Ironman European Championship – mit persönlicher Bestzeit |
| 8. Okt. 2016  | 2     | Ironman Hawaii            | Hawaii            | 08:10:02 | |
| 3. Juli 2016  | 1     | Ironman Germany           | Frankfurt am Main | 07:52:43 | Sieger Ironman European Championship |
| 10. Okt. 2015 | 8     | Ironman Hawaii            | Hawaii            | 08:29:43 | Ironman World Championship |
| 5. Juli 2015  | 2     | Ironman Germany           | Frankfurt am Main | 08:01:39 | Zweiter bei der Ironman European Championship |
| 11. Okt. 2014 | 1     | Ironman Hawaii            | Hawaii            | 08:14:18 | Sieger Ironman World Championship |
| 6. Juli 2014  | 1     | Ironman Germany           | Frankfurt am Main | 07:55:14 | Ironman European Championship |
| 12. Okt. 2013 | 3     | Ironman Hawaii            | Hawaii            | 08:19:24 | Kienle landet bei seinem zweiten Start auf Hawaii auf dem Podium. |
| 7. Juli 2013  | 9     | Ironman Germany           | Frankfurt am Main | 08:18:38 | |
| 13. Okt. 2012 | 4     | Ironman Hawaii            | Hawaii            | 08:27:08 | |
| 8. Juli 2012  | 2     | Ironman Germany           | Frankfurt am Main | 08:09:55 | Zweiter bei der Ironman European Championship |
| 20. Nov. 2011 | 6     | Ironman Arizona           | Tempe             | 08:19:29 | |
| 10. Juli 2011 | 2     | Challenge Roth            | Roth              | 07:57:06 | Zweiter hinter dem Sieger Andreas Raelert, der mit 7:41:33 Stunden eine neue Weltbestzeit aufstellte, und vor dem Drittplatzierten Keegan Williams                                                                |
| 18. Juli 2010 | 2     | Challenge Roth            | Roth              | 07:59:06 | Bei seinem ersten Start auf der Langdistanz erreicht Sebastian Kienle den zweiten Rang und setzt eine neue Kurs-Bestzeit auf dem Rad in 4:14:07 Stunden. Damit ist er auch Deutscher Meister auf der Langdistanz. |

| Datum/Jahr    | Platz | Wettbewerb                                 | Austragungsort | Zeit     | Bemerkung |
| ------------- | ----- | ------------------------------------------ | -------------- | -------- | --- |
| 23. Okt. 2016 | 16    | Xterra World Championships                 | Maui           | 03:07:45 | |
| 11. Aug. 2012 | 2     | DTU Deutsche Meisterschaft Cross-Triathlon | Olbersdorf     | 02:33:16 | Deutscher Vizemeister Cross-Triathlon bei der X-Terra Germany (1,5 km Schwimmen, 36 km Mountainbikefahren und 9 km Trailrun) |
| 29. Okt. 2012 | 14    | Xterra World Championships                 | Maui           | 02:36:29 | X-Terra Weltmeisterschaft Cross Triathlon                                                                                    |
| 21. Aug. 2011 | 7     | Xterra European Championships              | Olbersdorf     |          | X-Terra-Europameisterschaft – bei der Xterra Germany                                                                         |
| 21. Aug. 2010 | 1     | DTU Deutsche Meisterschaft Cross-Triathlon | Hirschhorn     |          | Deutscher Meister im Cross-Triathlon bei der X-Terra Germany                                                                 |
| 9. Sep. 2006  | 1     | DTU Deutsche Meisterschaft Cross-Triathlon | Titisee        | 02:53:47 | Deutscher Meister im Cross-Triathlon bei der X-Terra Germany                                                                 |
| 10. Sep. 2005 | 1     | DTU Deutsche Meisterschaft Cross-Triathlon | Titisee        | 02:44:56 | Deutscher Meister im Cross-Triathlon bei der X-Terra Germany                                                                 |